# 鶴見区 (大阪市)

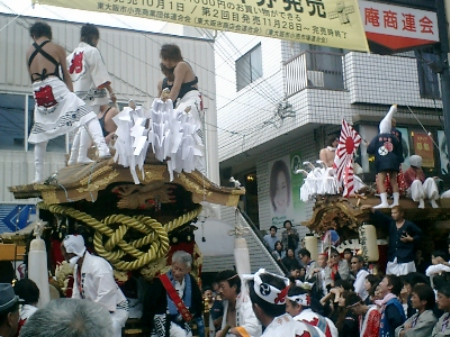
毎年10月に行われる秋祭りでのだんじり競演 - 徳庵駅前にて鶴見音頭=鶴見区の歌=にも歌われている

鶴見区（つるみく）は、大阪市を構成する24行政区のうちの一つで、最も東に位置する区。

## 地理
城東区に属していたころはレンコン畑や蓮畑が至る所にあるのどかな田舎町だったが、1974年に鶴見区として独立してからは一気に区画整理が行われた。
1990年に開催された国際花と緑の博覧会（花博）の会場となった鶴見緑地（花博記念公園鶴見緑地）が区のシンボルとなっている。地下鉄長堀鶴見緑地線の延伸、学研都市線のJR東西線乗り入れ以降、着々と人口が増加。区内では、大規模なマンションが続々と建設された。
現在、大規模マンションの建設ラッシュは下火になっており、町工場の跡地などを中心に一軒家の建設が行われている。1995年ごろから人口が増加し、2008年に11万人を突破。その後は横ばいで推移している。
区内には自転車や徒歩圏内にショッピングモールやスーパー、ファミリーレストランが多く店舗を構えている。

### 町名
- 鶴見（つるみ）一丁目〜六丁目
- 緑（みどり）一丁目〜四丁目
- 緑地公園（りょくちこうえん）
- 横堤（よこづつみ）一丁目〜五丁目
- 諸口（もろくち）一丁目〜六丁目
  - 五丁目には「浜xx番」という番地が存在する。
  - 大阪市営バス・近鉄バスの停留所の正式名称は「もろぐち」である。
- 浜（はま）一丁目〜五丁目
- 焼野（やけの）一丁目〜三丁目
  - 一丁目と二丁目には「南xx番」という番地が存在する。
- 茨田大宮（まったおおみや）一丁目〜四丁目
- 安田（やすだ）一丁目〜四丁目
- 中茶屋（なかのちゃや）一丁目〜二丁目
- 徳庵（とくあん）一丁目〜二丁目
- 放出東（はなてんひがし）一丁目〜三丁目
- 今津北（いまづきた）一丁目〜五丁目
- 今津中（いまづなか）一丁目〜五丁目
- 今津南（いまづみなみ）一丁目〜四丁目

### 隣接している自治体・行政区
- 大阪市（城東区、旭区）
- 東大阪市
- 守口市
- 門真市
- 大東市

## 歴史
- 1974年 - 城東区から東部を分離し誕生。
- 1990年 - 国際花と緑の博覧会（正式略称・花の万博）（通称・花博）が鶴見緑地（現在の花博記念公園鶴見緑地）にて開催された。総入場者数は2300万人超。
- 2005年 - 鶴見区役所に隣接した場所（横堤）に「鶴見区民センター」がオープン。2004年の区制施行30年を記念して建設された。これまで区役所内にあった区民ホール、並びに鶴見図書館、鶴見会館、今津会館の機能を完全集約。
- 2008年 - 鶴見区マスコットキャラクター「つるりっぷ」誕生

### 区名の由来
鎌倉時代、源頼朝が富士の裾野で巻狩（四方から狩場を囲んで獣を捕らえる狩り）をしたときに、千羽の鶴に金の短冊を付けて放したところ、この地に飛来して住み着いた。その鶴を見物に来る人が多く、「鶴見」という呼び名がついたという言い伝えがある。
一方、日本書紀にその名を残す草薙の剣を盗み出し、新羅の国に逃げようとしていた僧の船が難破してしまい、辿り付いた所で祟りを恐れた盗賊が草薙の剣を放り投げて逃げ出したという記述が古代の伝記（八剣伝説）があり、「ツルギ」が訛って「ツルミ」になったと言う説もある。付近の摂津国と河内国の国境は剣畷・剣堤と呼ばれ、剣街道と呼ばれる道路（現・大阪府道159号平野守口線の一部区間）が通っており、草薙の剣の御霊を御神体として奉納している阿遅速雄神社がある。なお、難読地名として有名な放出（はなてん）の由来の一つにも、前述の僧が草薙の剣を放り投げたことを古代の記述で「放ち出で（はなちいで）」と記述していた事からそれが基となってその地を「放出」としたというものがある。
地名としては、放出とともに旧東成郡榎本村の大字の一つである「下之辻」が、1925年の大阪市編入の際に「鶴見町」に改称されている。また、分区の際には「放出区」「茨田区」なども候補に挙がっていたが、協議の結果「鶴見区」と決定した。

## 交通

### 鉄道
- 区役所の最寄り駅は横堤駅。
- 西日本旅客鉄道
  - 片町線（学研都市線）・おおさか東線：放出駅

この他、東大阪市にある徳庵駅、鴻池新田駅の利用者も多い。
- 大阪市高速電気軌道 (Osaka Metro)
  - 長堀鶴見緑地線：今福鶴見駅 - 横堤駅 - 鶴見緑地駅

この他、門真市にある門真南駅の利用者も多い。

### バス
- 大阪シティバス
  - 31号：天満橋 - 花博記念公園北口（区内は緑一丁目 - 花博記念公園北口）
  - 36号：大阪駅前 - 地下鉄門真南（区内は鶴見西口 - 茨田大宮（安田 - 茨田東小学校前間は大東市を経由するが停留所はない））
  - 45号：総合医療センター前 - 地下鉄横堤（区内は緑一丁目 - 地下鉄横堤）
  - 46号：天満橋 - 焼野（区内は放出住宅前 - 焼野）
  - 83号：大阪駅前 - 花博記念公園北口（区内は緑四丁目 - 花博記念公園北口 - 緑一丁目）

- 京阪バス
  - 19号：京阪守口市駅 - 鶴見緑地（区内は焼野 - 鶴見緑地）

### 道路
- 近畿自動車道：大東鶴見IC
- 国道163号
- 内環状線
- 大阪中央環状線
- 鶴見通（大阪府道8号大阪生駒線＝阪奈道路）
- 花博通（大阪府道15号八尾茨木線）
- 大阪府道168号石切大阪線

## 教育施設

### 大学
- 大阪信愛学院大学

### 高等学校
- 大阪府立鶴見商業高等学校
- 大阪府立汎愛高等学校
- 大阪府立茨田高等学校

### 中学校
- 大阪市立今津中学校
- 大阪市立緑中学校
- 大阪市立横堤中学校
- 大阪市立茨田中学校
- 大阪市立茨田北中学校

### 小学校
| - 大阪市立今津小学校 - 大阪市立榎本小学校 - 大阪市立鶴見小学校 - 大阪市立鶴見南小学校 - 大阪市立みどり小学校 - 大阪市立横堤小学校 | - 大阪市立茨田南小学校 - 大阪市立茨田小学校 - 大阪市立茨田西小学校 - 大阪市立茨田北小学校 - 大阪市立茨田東小学校 - 大阪市立焼野小学校 |

### 幼稚園
- 大阪市立榎本幼稚園
- 鶴見幼稚園
- 鶴見菊水幼稚園
- 諸口幼稚園
- 念法幼稚園
- 三愛幼稚園

### 保育所・保育園
| - 大阪市立茨田第1保育所 - 大阪市立茨田第2保育所 - 大阪市立茨田大宮保育所 - 大阪市立茨田東保育所 - 大阪市立今津保育所 - 放出保育園 - 鶴見学園 - 俊英舘保育園 - 俊英舘保育園(分園) - 俊英館第2保育園 | - 鶴見みどり保育園 - 鶴見みどり第二保育園 - 鶴見えのもと保育園 - みつばさ保育園 - みつばさ保育園こひつじ分園 - もろぐち保育園 - のぎく保育園 - 横堤みのり保育園 - 鶴見はとぽっぽ保育園 - にじの木保育園 - いずみの保育園 |

## 集合住宅

### 大規模マンション
- コスモ鶴見緑地
- 鶴見緑地コーポ

### 住宅団地
- 市営今津北住宅
- 市営今津中住宅
- 市営鶴見住宅
- 市営鶴見北住宅
- 市営徳庵住宅
- 市営茨田大宮住宅
- 市営茨田大宮西住宅
- 市営諸口住宅
- 市営諸口北住宅
- 市営諸口南住宅
- 市営横堤住宅
- 市営横堤北住宅
- バイタル工業社宅
- 林六鶴見社宅
- 丸ヨ運輸倉庫社宅

なお鶴見区は大阪市24区では西成区とともにUR賃貸住宅が存在しない。

## 施設
- 大阪府鶴見警察署
- 大阪市鶴見消防署
- 大阪市立鶴見図書館
- 三井アウトレットパーク 大阪鶴見(鶴見はなぽ〜とブロッサム)
- イオンモール鶴見緑地
- 花博記念公園鶴見緑地
  - 大阪市立環境学習センター（生き生き地球館）
  - 咲くやこの花館
  - いのちの塔（閉鎖中）
  - 大阪市鶴見緑地球技場
  - 鶴見緑地スポーツセンター（ハナミズキホール内）
  - 鶴見緑地乗馬苑
  - 鶴見緑地運動場・鶴見緑地第二運動場
  - 鶴見緑地プール
  - 花博記念公園整備事務所
- 大阪市高速電気軌道鶴見検車場
- 大阪市環境局事業部城北環境事業センター・鶴見工場
- 大阪市水道局城東浄水場（工業用水）
- 茨田ポンプ場(下水道)
- 国際連合環境計画国際環境技術センター

※普通郵便局は区内全域が大阪城東郵便局（城東区）の管轄となる。

## 鶴見区に本社を置く主要企業
- 鶴見製作所（ツルミポンプ）
- 五ツ木書房
- アサヒペン（登記上の本店）
- コノミヤ
- カノー（食品館アプロ）
- サークルアンドスクエア　第9回切削加工ドリームコンテスト銀賞　第11回切削加工ドリームコンテスト銅賞第13回切削加工ドリームコンテスト銀・銅賞

かつては椿本チエインの本社・工場も存在した。工場跡地にはイオングループのショッピングセンター「イオンモール鶴見緑地」が建っている。またニッサン石鹸（現：NSファーファ・ジャパン）の本社もかつて鶴見区に所在していた（現在の本社は東京都墨田区）。
その他に、牛乳石鹸共進社（本社：城東区）の工場も所在する。

## 出身有名人
- 小倉霊現（念法眞教開祖）
- 河原田菜々(中央競馬騎手)
- 北野誠（タレント）
- 鮫島秀旗（元プロ野球選手）
- 高憧四季(競艇選手)
- 富家孝（医師、医療ジャーナリスト、新日本プロレス・リングドクター）
- 東佳弘（陸上競技選手）
- 松谷秀幸（元プロ野球選手、競輪選手）
- 松原聖弥（プロ野球選手、埼玉西武ライオンズ所属）
- 三井莉穂（ミュージカル俳優）
- 森本学（元プロ野球選手）

### 鶴見区ゆかりの有名人
- 石倉三郎（俳優、中学時代に在住）

## その他
- 城東区から分区した名残で、鶴見区の担当集配郵便局が、城東区にある大阪城東郵便局（鶴見区西端部と至近）となっている。ただし、郵便番号では城東区と区別するため「538」となり、1998年の7桁化時には「538-XXXX」となった。
  - 大阪城東郵便局（城東区） - 536-xxxx、538-xxxx
- 鶴見緑地内の鶴見新山は大阪市内最高峰である（標高約40m）